# Municipio de Sandusky (condado de Crawford)
El municipio de Sandusky (en inglés: Sandusky Township) es un municipio ubicado en el condado de Crawford en el estado estadounidense de Ohio. En el año 2010 tenía una población de 459 habitantes y una densidad poblacional de 9,89 personas por km².

## Geografía
El municipio de Sandusky se encuentra ubicado en las coordenadas 40°51′49″N 82°49′21″O / 40.86361, -82.82250. Según la Oficina del Censo de los Estados Unidos, el municipio tiene una superficie total de 46.42 km², de la cual 46,39 km² corresponden a tierra firme y (0,06 %) 0,03 km² es agua.

## Demografía
Según el censo de 2010, había 459 personas residiendo en el municipio de Sandusky. La densidad de población era de 9,89 hab./km². De los 459 habitantes, el municipio de Sandusky estaba compuesto por el 99,35 % blancos, el 0,22 % eran asiáticos y el 0,44 % eran de una mezcla de razas. Del total de la población el 0,87 % eran hispanos o latinos de cualquier raza.